# Ejército Real de Chile
El Ejército Real de Chile o Ejército de operaciones del reino de Chile fue un cuerpo militar español que combatió en defensa de la integridad de la monarquía española y que fue organizada con elementos chilenos junto con españoles peninsulares y peruanos, con el apoyo y dirección de militares españoles enviados del virreinato del Perú durante los gobiernos de José Fernando de Abascal y Joaquín de la Pezuela. El ejército participó activamente en la Guerra de Independencia de Chile durante distintos periodos, hasta su derrota definitiva en 1820. Sin embargo, más allá de la capitulación del virreinato peruano, el pueblo de Chiloé continuó su propia lucha como parte integrante de la monarquía española.

## Reconquista

### Después del Desastre de Rancagua
Al saber el resultado del Desastre de Rancagua, muchos patriotas deciden reunir sus pertenencias (las que podían llevar) y comienzan el exilio de ellos en Mendoza. Los soldados que salieron vivos de Rancagua, resguardaban la caravana de mujeres y niños por el ascenso a Los Andes. Pero las rencillas entre O'Higgins y Carrera no acabaron en Rancagua, ya que, al llegar a Cuyo, los recibió en ese tiempo gobernador intendente, José de San Martín, quien debió mandar a los hermanos Carrera y sus seguidores a juicio en Buenos Aires, por la muerte de Juan Mackenna (asesinado según unos, muerto justamente en duelo según otros), uno de los más destacados colaboradores de Bernardo O'Higgins.

### Restauración Española
Con el gobierno de Mariano Osorio desde el 9 de octubre de 1814, se retoman las instituciones coloniales; Osorio recibió órdenes de ser conmiserado desde el virrey, pero el capitán del Regimiento Talaveras de la Reina, Vicente San Bruno, encargado de la seguridad del reino de las acuñas Se crearon los Tribunales de vindicación, al cual debieron asistir todos los patriotas y todos los sospechosos de haber colaborado con ellos. Si se le encontraba, debía pagar una multa, y, si el cargo era mayor, se les apresaba para luego ser desterrados en Juan Fernández. En noviembre de ese año, zarpó un barco desde Valparaíso, llevando más de 200 desterrados, quienes debieron cobijarse en cuevas y soportar muchas privaciones hasta ser rescatados en 1817.
A los patriotas que huyeron a Mendoza, tampoco les fue bien, ya que se confiscaron sus bienes.
En febrero de 1815, San Bruno fingió abrir la cárcel para que los patriotas intentasen escapar, pero afuera les esperaba un pelotón de fusileros que acabó con las vidas patriotas. Este acto llenó de indignación hasta al más realista. Osorio, en vista de esto, decidió reabrir la Real Audiencia y más tarde inauguró la Real Universidad de San Felipe, derogando los decretos dictados en la Patria Vieja y eliminando las instituciones creadas en esta época. Debido a los conflictos entre el virrey peruano y Osorio, este fue destituido de su cargo de gobernador (1815) y se designó a Francisco Casimiro Marcó del Pont.
El nuevo gobernador hizo buena amistad con San Bruno, a quien puso en el cargo de presidente del Tribunal de Vigilancia y seguridad pública, estableciendo una red de espionaje que impuso el terror en Santiago. Marcó del Pont llegó a prohibir moverse dentro del país sin su autorización. Clausuró las chinganas, lugares donde el pueblo comía, bebía y bailaba. Asustado por los secretos sobre una expedición libertadora de San Martín y O'Higgins y las actividades guerrilleras de Rodríguez, le puso precio a la cabeza de este. Un día, cuando bajaba Marcó del Pont de su carroza, se le acercó un hombre humilde con fingida reverencia para abrirle la puerta. Marcó del Pont, sintiéndose vanidoso, le lanzó una moneda de plata, sin darse cuenta de quien le abría la puerta de su carroza era el mismísimo Rodríguez.
Entre las medidas de defensa adoptadas por Marcó del Pont, ordenó la construcción en el Cerro Santa Lucía, en la ciudad de Santiago de Chile, de dos fuertes o castillos, uno al norte y otro al sur del cerro, de piedra y cal, y con capacidad para colocar ocho o doce cañones cada uno. Las obras de ingeniería estuvieron a cargo y bajo la dirección del Brigadier del Real Cuerpos de Ingenieros don Manuel Olaguer Feliú.
Los gobernantes españoles fueron sumamente violentos, por lo que se profundizó el sentimiento patriótico provocando la formación de la expedición libertadora argentino chilena, la cual se organizó en Argentina.

## Patria Nueva
Patria Nueva fue un período de la historia de Chile que comienza con la victoria en la Batalla de Chacabuco en 1817 y termina con la abdicación de Bernardo O'Higgins, en 1823. Durante esta etapa se intentó consolidar el proceso de independencia y buscar un proyecto político para organizar el estado.

### Después de la batalla de Chacabuco
Un 14 de febrero, Bernardo O'Higgins y José de San Martín hicieron su entrada a Santiago después de haber ganado la batalla de Chacabuco. San Martín convocó a los ciudadanos a un cabildo abierto, que se celebró al mediodía del día siguiente. En él los asistentes expresaron su unánime voluntad de que el director supremo de Chile fuera San Martín, pero este dijo que no. Entonces los ciudadanos eligieron a O'Higgins. El 16 de ese mes asumió su cargo. La aristocracia entregaba el poder a la única fuerza que en esos momentos aparecía en condiciones de ejercer la soberanía. Pero, a causa de los excesos cometidos por el director Supremo, molesta por los desaires de que la hizo objeto, seis años más tarde, en otro cabildo abierto, le quitaba el poder.si

### Gobierno de O'Higgins
A los pocos días de asumir como Director Supremo, O'Higgins envió al bergantín Águila, capturado en el puerto de Valparaíso, en rescate de los desterrados patriotas en Juan Fernández. Rápidamente, organizó un ejército para enfrentar a las fuerzas realistas, que se encontraban atrincheradas en el puerto de Talcahuano y enfrentar las montoneras (patriotas desertores, indígenas y bandidos) que actuaban en las riberas del Bío-bío.
Creó un nuevo Tribunal de Vindicación, donde fueron los patriotas para recuperar las cosas que se les había quitado al inicio de la reconquista. También desterró a sacerdotes que seguían predicando fidelidad hacia la monarquía española.

### Reintento español
El virrey del Perú mandó a Mariano Osorio (vencedor en el desastre de Rancagua), a reconquistar Chile, con 3.000 hombres en 9 navíos a Talcahuano, donde lo esperaban los derrotados de Chacabuco, que habían resistido cerca de 9 meses a los ataques patriotas.San Martín se enteró de esta situación, y le informó a O'Higgins para que los esperara en el Río Maule, cerca de Talca.O'Higgins atendió la sugerencia de San Martín y fue a Talca. En esta ciudad, aprobó el acta de independencia de Chile, redactada por Manuel de Salas, Miguel Zañartu y Juan Egaña, para demostrar que según él, el pueblo chileno estaba firme en su decisión de ser independiente....

### Sorpresa de Cancha Rayada
Los patriotas esperaban a los realistas en Talca, pero estos últimos tomaron otra ruta y sorprendieron al bando de O'Higgins, ganando la batalla conocida como sorpresa porque la tropa patriota no alcanzó a reaccionar bien.

### Después de Cancha Rayada
En Santiago cundió el pánico llegada la noticia del revés del ejército de O'Higgins. Muchos ya estaban tomando sus cosas para exiliarse otra vez en Mendoza. Incluso corrió el rumor de que O'Higgins y San Martín estaban muertos. En esas circunstancias, Manuel Rodríguez, en el cabildo del 23 de marzo, lanzó un "¡Aún tenemos patria, ciudadanos!" y se proclamó Director Supremo. Rápidamente organizó un escuadrón llamado Húsares de la muerte. Se incorporaron muchos carrerinos, jurando morir antes de ver la patria en manos de España de nuevo. Alertado por esto, O'Higgins volvió a Santiago, sin el consentimiento de su médico. Junto a San Martín los recibieron con una salva de cañonazos al amanecer del 24.

### Batalla de Maipú

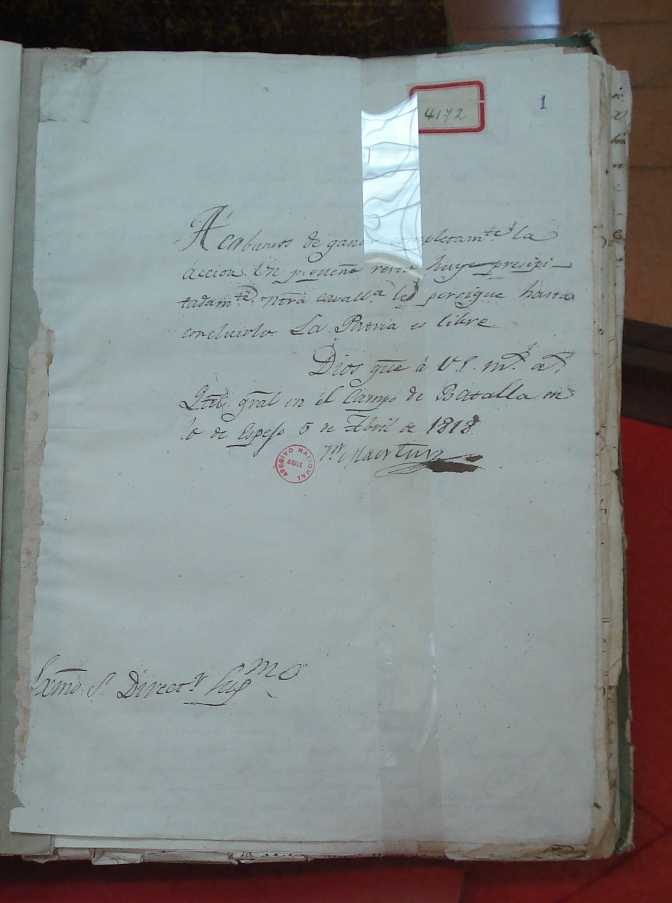
Carta de José de San Martín a Bernardo O'Higgins en la que le comunica la victoria patriota en la Batalla de Maipú. Colección del Archivo Nacional de Chile..

Tras reponerse, Osorio volvió a Santiago.San Martín organizó un escuadrón de defensa en los cerrillos de Maipú. Allí, un 5 de abril, las dos fuerzas empezaron a batallar antes del mediodía. Dos horas más tarde, las tropas realistas estaban en retirada, perseguidas por los patriotas.En ese momento O'Higgins aparece del lado contrario a San Martín y acorrala a los realistas. Vencen las tropas patriotas, y se produce el abrazo de Maipú. Ya nada amenazaba la independencia de Chile.

### Declaración solemne y progreso
La declaración solemne de la independencia de Chile se hizo en 1818. Con esto, se produjo la retirada de las tropas españolas y comenzaron las creaciones de constituciones buscando la forma correcta de gobernar. Una de las medidas tomadas por los líderes, fue la abolición de los títulos de nobleza y mayorazgo, los cuales brindaban un prestigio social que quisieron omitir para lograr mayor igualdad.
A pesar de haber firmado el acta de independencia, había una insegura independencia de Chile y Argentina, por su dependencia a Perú. Por lo que se organiza la expedición libertadora del Perú, con Lord Thomas Cochrane a cargo, quien cumple su misión con ayuda de criollos argentinos y chilenos, entre ellos Bernardo O'Higgins, quien asumió el gobierno del país durante este periodo.

## Lista de comandantes

### Jefe del Real Cuerpo de Ingenieros
Oficialmente el Jefe del Real Cuerpo de Ingenieros, de la Subinspección de las milicias y Tenencia de la Capitanía General de Chile.
- Manuel Olaguer Feliú (1809 - 12 de febrero de 1817)

### General en Jefe del Ejército español de Chile
| N.º | Retrato | General                                          | Inicio                  | Final                  |
| --- | ------- | ------------------------------------------------ | ----------------------- | ---------------------- |
| 1   |         | Antonio Pareja y Serrano de León (1752-1813)     | 12 de diciembre de 1812 | 21 de mayo de 1813     |
| 2   |         | Juan Francisco Sánchez y Seixas (1757-1821)      | 21 de mayo de 1813      | 1 de enero de 1814     |
| 3   |         | Gabino Gaínza y Fernández de Medrano (1753-1829) | 1 de enero de 1814      | 19 de julio de 1814    |
| 4   |         | Mariano Osorio Pardo (1777-1819)                 | 19 de julio de 1814     | 4 de diciembre de 1815 |
| 5   |         | Rafael Maroto Ysern (1783-1853)                  | 4 de diciembre de 1815  | 12 de febrero de 1817  |
| 6   |         | José Ordóñez (1789-1819)                         | 12 de febrero de 1817   | 7 de enero de 1818     |
| 7   |         | Mariano Osorio Pardo (1777-1819)                 | 7 de enero de 1818      | 25 de agosto de 1818   |
| 8   |         | Juan Francisco Sánchez y Seixas (1757-1821)      | 25 de agosto de 1818    | 4 de febrero de 1820   |